# Cucullia rimula
Cucullia rimula är en fjärilsart som beskrevs av Freyer 1841. Cucullia rimula ingår i släktet Cucullia och familjen nattflyn. Inga underarter finns listade i Catalogue of Life.